# Shingo Akamine
Shingo Akamine (jap. 赤嶺 真吾, Akamine Shingo; * 8. Dezember 1983 in Naha, Präfektur Okinawa) ist ein ehemaliger japanischer Fußballspieler.

## Karriere
Shingo Akamine erlernte das Fußballspielen in der Schulmannschaft der Kagoshima Jitsugyo High School sowie in der Universitätsmannschaft der Komazawa-Universität. Seinen ersten Vertrag unterschrieb er 2006 beim FC Tokyo. Der Verein, der in der Präfektur Tokio beheimatet ist, spielte in der höchsten japanischen Liga, der J1 League. 2009 erreichte er mit dem Klub das Finale im J. League Cup. Hier gewann man mit 2:0 gegen Kawasaki Frontale. Von August 2010 bis Januar 2011 wurde er an Vegalta Sendai ausgeliehen. Für den Erstligaaufsteiger aus Sendai absolvierte er 15 Spiele in der ersten Liga. Nach der Ausleihe wurde er von Sendai fest verpflichtet. Mit Sendai wurde er 2012 Vizemeister. 2015 unterschrieb er einen Zweijahresvertrag bei Gamba Osaka. Mit dem Verein aus Suita wurde er 2015 Vizemeister. Außerdem stand er mit Gamba 2015 im Finale des J. League Cup. Hier verlor man 3:0 gegen die Kashima Antlers. Den Emperor’s Cup gewann er mit Gamba 2015. Im Finale gewann man gegen die Urawa Red Diamonds mit 2:1. Die Saison 2016 wurde er an den Zweitligisten Fagiano Okayama nach Okayama ausgeliehen. Mit dem Klub spielte er 43-mal in der J2 League. Nach Ausleihende wurde er 2017 von Okayama fest verpflichtet. Von 2017 bis 2020 stand er für Okayama 111-mal in der zweiten Liga auf dem Spielfeld. Im Januar 2021 wechselte er zum Ligakonkurrenten FC Ryūkyū. In seiner letzten Saison bestritt er 27 Zweitligaspiele. Am 1. Februar 2022 beendete er seine Karriere als Fußballspieler.

## Erfolge
FC Tokyo
- Japanischer Ligapokalsieger: 2009

Vegalta Sendai
- Japanischer Vizemeister: 2012

Gamba Osaka
- Japanischer Vizemeister: 2015

- Japanischer Ligapokalfinalist: 2015

- Japanischer Pokalsieger: 2015

- Japanischer Supercup-Sieger: 2015